# Let It Be (The Beatles-album)
A Let It Be a Beatles tizenharmadik és egyben utolsó stúdióalbuma, ami 1970. május 8-án (az USA-ban május 18-án) jelent meg.
A Let It Be-hez felhasznált anyagok nagy részét 1969 januárjában vették fel, George Martin producer segítségével, még az Abbey Road megjelenése előtt. A Beatles elégedetlen volt az eredménnyel, ezért egy időre félretették. A Let It Be-t később Phil Spector reprodukálta (több kritikus szerint túlhangszerelte) és 1970-ben mint a Beatles utolsó albuma jelent meg. Az albumot általában a Beatles gyengébb albumai közé sorolják, bár Richie Unterberger kritikus szerint „egy átlag alatti minőségű Beatles-felvétel még mindig jobb, mint más zenekarok legjobb munkái”. Glyn Johns hangmérnök szerint amit Phil Spector tett a lemezzel, az „egy kupac szemét” volt.

## AGet Backpróbafelvételek
Az album – ami később Let It Be címmel jelent meg – címe eredetileg Get Back volt. A Beatles ezzel a felvétellel akart visszatérni a gyökerekhez. Leginkább McCartney vágyott arra, hogy a Beatles újra koncerteket adjon, mert akkor már több, mint két éve nem turnéztak. A többiek – élükön Lennonnal – nem lelkesedtek az ötletért. 1965 óta szinte minden dalukat sorozatos rájátszásokkal, bonyolult hangszereléssel és effektekkel készítették, így elhatározták, hogy a következő albumot élőben, rájátszások nélkül veszik fel, pont úgy, mint az 1960-as évek elején. Hogy nyomatékot adjanak szándékuknak, az album borítójául a Please Please Me képének felújított változatát szánták, amelyen a Beatles a londoni Manchester Square-en található EMI székház lépcsőjéről néz le. Az új képet később a The Beatles 1967-1970 (más néven „A Kék Album”) borítójaként használták fel.
1969 januárjában többször is beszéltek arról, hogy hol vegyék fel az új albumot. Először úgy tervezték, hogy koncertet adnak, amit a televízió felvesz és később lead – a szaksajtó már be is jelentette, hogy a Beatles kibérelte a Roundhouse-t. Amikor ez a terv nem vált valóra, McCartney újabb ötletekkel állt elő: előbb egy római amfiteátrumra gondolt, majd egy óceánjáróra; Lennon szokásos cinizmusával ekkor jelentette ki: „Kezdek barátkozni a gondolattal, hogy egy elmegyógyintézetben csináljuk meg.” A koncertet végül 1969. január 30-án tartották meg a Savile Row 3. alatti Apple székház tetején, barátok és munkatársak előtt. A környéken lévő bankokban nem tudtak az ügyintézésre figyelni, úgyhogy kihívták a rendőröket, akik leállították a műsort. A háztetőkoncert néhány dala felkerült az albumra, a többi része pedig kalózfelvételeken terjedt.
A Twickenham Filmstúdióban rengeteg dalt elpróbáltak: feldolgozásokat ("Stand By Me", "Ain't She Sweet", "Maggie Mae", "Words of Love", "Blue Suede Shoes") és sajátokat, melyek csak az Abbey Roadon jelentek meg ("Mean Mr. Mustard", "Maxwell's Silver Hammer", "Oh! Darling", "She Came in Through the Bathroom Window", "Golden Slumbers"). Olyan dalokkal is foglalkoztak, melyek később szólóalbumokon jelentek meg (Lennontól a "Jealous Guy" "Child of Nature" címmel és más szöveggel és a "Gimme Some Truth", Harrisontól az "All Things Must Pass" és az "Isn't It a Pity", McCartneytól a "Teddy Boy" és a "Junk". A próbákról filmfelvétel is készült, mely a Let It Be című film alapját adja.
Bárki, akinek köze volt a próbákhoz, katasztrofálisnak tartotta. Nyilvánvalóvá vált, hogy a Beatles nem marad együtt sokáig. Lennon már két éve nem volt teljesen elégedett a zenekarral, 1969 elején pedig lassan heroinfüggő lett. A saját útját akarta járni; a próbákra mindig elvitte Yoko Onót, ami csak növelte a feszültséget. A zenekart McCartney próbálta összetartani – már a Magical Mystery Tour is ezt a célt szolgálta. Ennek nyomán állandósultak a viták, Harrison néhány napra ott is hagyta a többieket. Az állandóan bekapcsolt kamerák, a filmstúdió és az új Apple Studios idegen környezete csak rontotta a helyzetet. A dolgok annyira rosszul mentek, hogy George Martin eleinte még az Abbey Road felvételében sem akart segíteni.

## AGet Back-album
Glyn Johns hangmérnök 1969 márciusában elkészítette a Get Back nyers változatát, melynek nagy része a Let It Be-re is felkerült, de rajta volt McCartney "Teddy Boy" című dala is. Johns lejátszotta a Beatlesnek, de őket többé már nem érdekelte az album. Az acetátpéldányok közül legalább egy az USA-ba jutott, mert buffalói és bostoni rádiók leadták a dalokat.
1969 májusában Johns és George Martin újabb változatot készített. Ez volt az első komoly próbálkozás az album megjelentetésére. Az album dalai a következők voltak:
1. "One After 909"
2. "Rocker (Instrumental)"
3. "Save the Last Dance for Me"
4. "Don't Let Me Down"
5. "Dig a Pony"
6. "I've Got a Feeling"
7. "Get Back"
8. "For You Blue"
9. "Teddy Boy"
10. "Two of Us"
11. "Maggie Mae"
12. "Dig It"
13. "Let It Be"
14. "The Long and Winding Road"
15. "Get Back (Reprise)"

A Get Back kiadását 1969 júliusára tervezték, majd szeptemberre tolták ki, hogy egyszerre jelenjen meg a felvételekről szóló TV műsorral és filmmel. Szeptemberben decemberre halasztották az egészet, mert időközben felvették az Abbey Roadot és inkább azt akarták megjelentetni. Decemberben az egészet félretették, de 1970 elején Johns egy harmadik változatot is készített, hogy passzoljon a film nyers változatához:
1. "One After 909"
2. "Rocker (Instrumental)"
3. "Save the Last Dance for Me"
4. "Don't Let Me Down"
5. "Dig a Pony"
6. "I've Got a Feeling"
7. "Get Back"
8. "Let It Be"
9. "For You Blue"
10. "Two of Us"
11. "Maggie Mae"
12. "Dig It"
13. "The Long and Winding Road"
14. "I Me Mine"
15. "Across the Universe"
16. "Get Back (Reprise)"

Johns új változatában és filmben sem szerepelt a "Teddy Boy", mert McCartney újra felvette készülő első, McCartney című szólóalbumához. Ehelyett feltette rá az "Across the Universe"-t és az "I Me Mine" újra felvett változatát, melyet Lennon nélkül készítettek el. A Beatles ezt a változatot is megvétózta.

## Az album dalai
Minden dal Lennon–McCartney-szerzemény, kivéve, ahol jelölve van.
1. "Two of Us" – 3:36
2. "Dig a Pony" – 3:54
3. "Across the Universe" – 3:48
4. "I Me Mine" (George Harrison) – 2:25
5. "Dig It" (John Lennon – Paul McCartney – Richard Starkey – George Harrison) – 0:50
6. "Let It Be" – 4:03
7. "Maggie Mae" (John Lennon – Paul McCartney – George Harrison – Richard Starkey feldolgozása) – 0:40
8. "I've Got a Feeling" – 3:37
9. "One After 909" – 2:55
10. "The Long and Winding Road" – 3:37
11. "For You Blue" (George Harrison) – 2:32
12. "Get Back" – 3:07

## Felvételi részletek
"Across the Universe". Első felvételi nap: 1968. február 4. az Abbey Road 3. stúdiójában. Írta: John. Ének: John. Producer: George Martin. Hangmérnök: Ken Scott.
"Dig a Pony". Első felvételi nap: 1969. január 22. az Apple Studiosban. Írta: John. Ének: John. Producer: George Martin. Hangmérnök: Glyn Johns.
"I've Got a Feeling". Első felvételi nap: 1969. január 22. az Apple Studiosban. Írta: John és Paul. Ének: John és Paul. Producer: George Martin. Hangmérnök: Glyn Johns.
"Get Back". Első felvételi nap: 1969. január 23. az Apple Studiosban. Írta: Paul. Ének: Paul. Producer: George Martin. Hangmérnök: Glyn Johns.
"Two of Us". Első felvételi nap: 1969. január 24. az Apple Studiosban. Írta: Paul. Ének: John és Paul. Producer: George Martin. Hangmérnök: Glyn Johns.
"Maggie Mae". Első felvételi nap: 1969. január 24. az Apple Studiosban. Liverpooli népdal. Ének: John, Paul, George. Producer: nem volt. Hangmérnök: Glyn Johns.
"Dig It". Első felvételi nap: 1969. január 24. az Apple Studiosban. Írta: John. Ének: John. Producer: George Martin. Hangmérnök: Glyn Johns.
"For You Blue". Első felvételi nap: 1969. január 25. az Apple Studiosban. Írta: George. Ének: George. Producer: George Martin. Hangmérnök: Glyn Johns.
"Let It Be". Első felvételi nap: 1969. január 25. az Apple Studiosban. Írta: Paul. Ének: Paul. Producer: George Martin, Chris Thomas. Hangmérnök: Glyn Johns, Jeff Jarratt, Phil McDonald.
"The Long and Winding Road". Első felvételi nap: 1969. január 26. az Abbey Road 1. stúdiójában. Írta: Paul. Ének: Paul. Producer: George Martin, Phil Spector. Hangmérnök: Glyn Johns, Peter Bown.
"One After 909". Első felvételi nap: 1969. január 26. az Apple Studiosban. Írta: John. Ének: John. Producer: George Martin. Hangmérnök: Glyn Johns.
"I Me Mine". Első felvételi nap: 1970. január 3. az Abbey Road 2. stúdiójában. Írta: George. Ének: George. Producer: George Martin, Phil Spector. Hangmérnök: Phil McDonald, Peter Brown.

## Let It Be… Naked
1.   Get back (LENNON-McCARTNEY)2:35
2.   Dig a pony (LENNON-McCARTNEY) 3:39
3.   For you blue (HARRISON) 2:29
4.   The long and windig road (LENNON-McCARTNEY) 3:35
5.   Two of us (LENNON-McCARTNEY) 3:28
6.   I've got a felling (LENNON-McCARTNEY) 3:32
7.   One after 909 (LENNON-McCARTNEY) 2:45
8.   Don't let me down (LENNON-McCARTNEY) 3:19
9.   I me mine (HARRISON) 2:21
10.  Across the universe (LENNON-McCARTNEY) 3:38
11.  Let it be (LENNON-McCARTNEY) 3:55